# Arash Sayyari
Arash Sayyari (* 5. Februar 2003) ist ein iranischer Sprinter, der sich auf den 400-Meter-Lauf spezialisiert hat.

## Sportliche Laufbahn
Erste Erfahrungen bei internationalen Meisterschaften sammelte Arash Sayyari im Jahr 2024, als er bei den Hallenasienmeisterschaften in Teheran in 49,61 s den sechsten Platz über 400 Meter belegte und mit der iranischen 4-mal-400-Meter-Staffel in 3:13,96 min gemeinsam mit Mir Mohammad Taleei, Mohammad Sajjad Aghaei und Ali Amirian die Bronzemedaille hinter den Teams aus Kasachstan und dem Irak gewann.
2022 wurde Sayyari iranischer Meister im 400-Meter-Lauf im Freien sowie 2024 in der Halle. Zudem wurde er 2024 auch Hallenmeister in der 4-mal-400-Meter-Staffel.

## Persönliche Bestzeiten
- 400 Meter: 47,85 s, 21. August 2023 in Teheran
  - 400 Meter (Halle): 48,28 s, 25. Januar 2024 in Teheran